# Tyska förbundsarmén

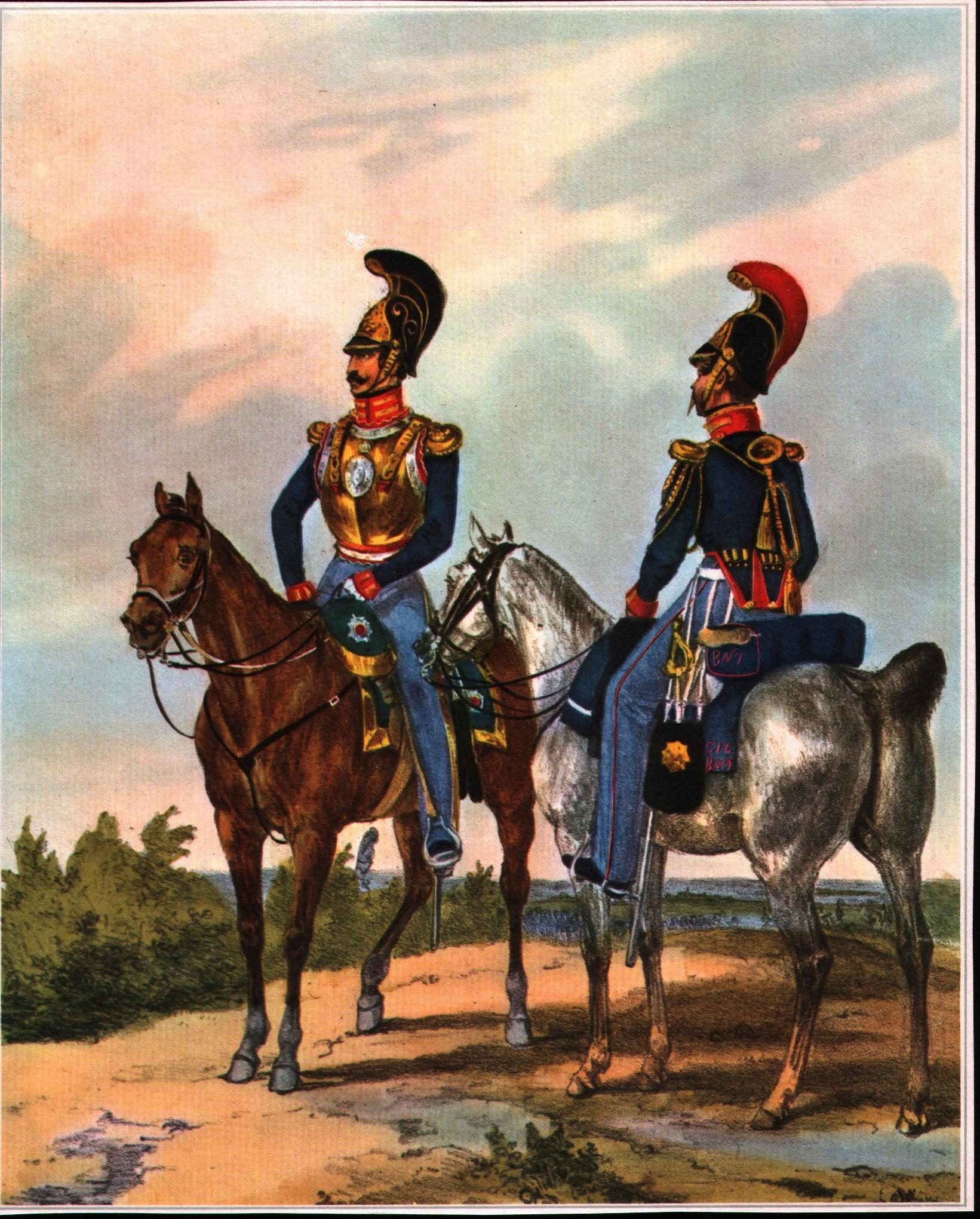
Hannoveranska hästgardister 1835.

Tyska förbundsarmén (tyska: Deutsches Bundesheer) var det tyska förbundets gemensamma armé från 1815 till 1866. Armén bildades efter Napoleonkrigens slut för att skydda de tyska staterna från antingen fransk eller rysk aggression. Under Tyska enhetskriget 1866 stod förbundsarmén på Österrikes sida och upplöstes kort efter krigsslutet. 